# أين أنت سكوبي دو!
أين أنت سكوبي دو! بالإنجليزية !scooby doo where are you هو مسلسل رسوم متحركة أمريكي رعب كوميدي من إنتاج شركة هانا-باربيرا لصالح قناة سي بي إس بث لأول مرة كجزء من جدول الرسوم المتحركة صباح يوم السبت على الشبكة في 13 سبتمبر/أيلول 1969 وبث لمدة موسمين حتى 31 أكتوبر 1970، وفي عام 1978 تم بث مجموعة مختارة من الحلقات من السلسلة الاحقة كل نجوم سكوبي دو وعرض سكوبي دو على قناة سي بي إس تحت اسم سكوبي دو أين أنت!، وتم إصدارها في مجموعة أقراص DVD تم تسويقها كموسم ثالث.